# Lisburn (stacja kolejowa)
Lisburn (ang: Lisburn railway station) – stacja kolejowa w Lisburn, w hrabstwie Antrim, w Irlandii Północnej, w Wielkiej Brytanii. Stacja została otwarta w dniu 12 sierpnia 1839 roku. Stacja została niedawno odnowiona, wybudowana nową poczekalnię, nowe toalety i automaty do sprzedaży biletów. Stacja stanowi zabytek grupy B1.